# 森に耳あり章二に目あり
森に耳あり章二に目あり（もり- みみ- しょうじ- め- ）は、青森放送ラジオやKBS京都ラジオなどで月曜日から金曜日の夕方に放送していたラジオ番組である。

## 概要
2007年4月2日から12月29日まで放送されたトーク番組である。

## 放送時間
月 - 金曜 15:50 - 16:00

## 出演者
森章二（役者）

## 内容
- オープニングは尺八の演奏で始まり、森のオープニング台詞の後本編に入る。
- 本編は、リスナーからの葉書を紹介して、森のトーク。
- 最後に1曲流し、豆仙SのCMを1本流してエンディングの尺八演奏が流れ、プレゼントの応募先などを案内して番組終了。

## その他
- 青森放送では、当番組放送により、「あおもりTODAY」が10分短縮となった。また、2007年12月25日の放送は、「ラジソン」放送の為、13時05分からの繰上げ放送となった。